# Masovna izumiranja
Masovno izumiranje je naziv za oštro smanjenje broja živih vrsta (sisari, ptice, gmizavci, vodozemci, ribe, beskičmenjaci) u relativno kratkom vremenskom razdoblju. Preko 97% svih vrsta koje su ikad živele na našoj planeti je danas izumrlo. Izumiranja se javljaju u nejednakim intervalima. Prema evidenciji fosila, stopa izumiranja na Zemlji je oko dva do pet taksonomskih porodica morskih beskičmenjaka i kičmenjaka svakih milion godina. Morski fosili se većinom koriste kako bi se izmerila stopa izumiranja, jer su svestraniji i pokrivaju veći vremenski razmak od fosila kopnenih organizama.
Otkada je počeo život na Zemlji, bilo je nekoliko masovnih izumiranja koja su prekoračila normu stope izumiranja. Predzadnji put je do toga došlo na prelazu krede u tercijar, pre 65 miliona godina. To je privuklo dosta pažnje, a najpoznatije je zbog istrebljenja dinosaurusa. U zadnjih 540 miliona godina bilo je 5 masovnih izumiranja pri čemu je odumrlo oko 50% životinjskih vrsta, a najveće izumiranje u istoriji dogodilo se pre 251 miliona godina kada je prema procenama izvedenim iz fosilnih dokaza oko 96% tadašnjeg života u moru izgubljeno, dok je na kopnu više od tri četvrtine svih živih bića izumrlo, te se smatra da uzrok izumiranja verovatno nije bio vezan isključivo za događaj na kopnu. Moguće je da je bilo i nekoliko izumiranja u Arheju, ali pre Fanerozoika nije bilo životinja sa čvrstim delovima tela koje bi ostavili fosilne tragove.
Procene o broju masovnih izumiranja u zadnjih 540 miliona godina sežu od pet do više od dvadeset, u zavisnosti od toga koji se kriterijumi uzimaju kad se izumiranje nazove „masovnim”.

## Masovna izumiranja
Klasičnih „velikih pet” masovnih izumiranja koje su 1982. utvrdili Džek Sepkoski i Dejvid Raup, naučnici generalno prihvataju kao najznačajnije: kraj ordovicijuma, kasni devon, kraj perma, kraj trijasa i kraj krede. To su sledeća:
1. Pre 488 miliona godina – pri prelazu kambrijuma u ordovicijum dogodila se serija masovnih izumiranja koja su eliminisala mnoge ramenonošce te smanjila broj trilobita.
2. Pre 450-440 miliona godina – pri prelazu ordovicijuma u silur dogodila su se dva masovna izumiranja, koja zajedno neki naučnici svrstavaju kao drugo najveće u istoriji Zemlje prema postotku rodova kojih je nestalo. 27% svih porodica i 57% svih rodova je izumrlo.[4] U tom razdoblju bila su čak dva veća izumiranja, odvojena milion godina jedno od drugog.[5] U tom razdoblju, sav život se još nalazio u okeanima.
3. Pre 360-375 miliona godina – pri prelazu devona u karbon dogodio se produžen niz izumiranja koje je istrebilo oko 70% svih živih vrsta. To nije bio iznenadan događaj jer je trajao oko 20 miliona godina, a postoje i dokazi za seriju izumiranja unutar tog razdoblja. 19% svih porodica i 50% svih rodova je izumrlo.[4] Između ostalog, tada su nestali svi fosili besčeljustih riba. Po nekima, bilo je čak sedam različitih izumiranja u tom razdoblju.
4. Pre 251 miliona godina – pri prelazu perma u trijas, dogodilo se najveće izumiranje u istoriji Zemlje, koje je odnelo oko 53% svih morskih porodica, 84% morskih rodova, 96% svih morskih vrsta te prema proceni 70% svih kopnenih vrsta (uključujući biljke, kičmenjake i, u jedinom zabeleženom slučaju u istoriji Zemlje do sada, izumiranje insekata). Teorije za uzrok tog najvećeg izumiranja su različite, od pada meteora do globalnog zagrevanja[6][7][8]. Veliko izumiranje je imalo ogromno evolucijsko značenje: na kopnu je završilo dominaciju Sinapsida i stvorilo mogućnost za arhosaure, a potom i dinosauruse koji su postali dominantni kičmenjaci; u morima je postotak životinja koje se ne mogu kretati smanjen sa 67% na 50%. Ceo kasniji perm je bio težak i nemilosrdan barem za morski život – čak i pre izumiranja, nivo izumiranja je bio dovoljno velik da bi se uključio u Velikih pet.
5. Pre 205-199 miliona godina – pri prelazu trijasa u juru oko 20% svih morskih vrsta, 48% svih rodova, ali i mnogi arhosauri i većina terapsida su izumrli, a poslednji od velikih vodozemaca su eliminisani.[4] Barem polovina poznatih vrsta koje su tada živele na Zemlji je izumrlo, ali dinosaurusi su uspeli da prežive i da postanu dominatna vrsta u juri.
6. Pre 65 miliona godina – pri prelazu krede u palogen oko 75% svih živih vrsta i 17% porodica je izumrlo. To je od velikog značaja za ljude jer je označilo kraj doba dinosaurusa i otvorilo put za razvoj sisara koji su postali dominantni kičmenjaci na kopnu. U okeanima, smanjio se broj morskih vrsta za oko 33%.[4] Izumiranje je bilo neravnomerno – neki organizmi su nestali, neki su doživeli teške gubitke, dok su pak drugi imali tek minimalne gubitke, poput krokodila.
7. Današnje vreme – holocensko masovno izumiranje. 70% biologa smatra da je današnja era deo masovnog izumiranja, verovatno najbrža ikada, prema anketi Američkog muzeja prirodne istorije. Neki, kao što su E. O. Vilson sa Harvarda, predviđaju da bi ljudsko uništavanje biosfere moglo označiti izumiranja polovine svih današnjih živih vrsta u sledećih 100 godina. Istraživanja i napori za očuvanjem ugroženih vrsta slažu se da se nalazimo usred razdoblja izumiranja, iako neki nude puno manje stepene i puno optimističnije verzije trajanja tog procesa koja izbegavaju katastrofična predviđanja. Izumiranje znatnog dela megafaune pred kraj ledenog doba se isto smatra delom izumiranja u holocenu[9]. Neki paleontolozi međutim osporavaju da raspoložive informacije podupiru upoređivanje sa masovnim izumiranjem u prošlosti[10].

Neki su predložili da su navodne varijacije bioraznolikosti morskog života zapravo samo veštačke tvorevine, sa procenama izobilja koje su direktno povezane s kvantitetom kamenja raspoloživog za uzorke kroz različita vremenska razdoblja. Ipak, mnogi dokazi ukazuju da su se masovna izumiranja zaista dogodila.

## Manja izumiranja
Manji slučajevi izumiranja uključuju:
Prekambrijum
- Izumiranje u ediakarijumu, pre 542 miliona godina

Kambrijum
- Pre 517 miliona godina
- Pre 502 miliona godina
- Pre 488 miliona godina

Silur
- Pre 428 miliona godina

Karbon
Jura
- Pre 183 miliona godina

Kreda
- Pre 117 miliona godina

Paleogen
- Prelaz eocena u oligocen, pre 33 miliona godina

Neogen
- Srednji miocen, pre 14,5 miliona godina[12]

## Navodno smanjenje učestalosti izumiranja
Dijagram izumiranja pokazuje da:
- Razmak između masovnih izumiranja postaje sve veći
- Prosečne pozadine za stepene izumiranja se smanjuju

Ideja da masovna izumiranja postaju sve ređa je prilično spekulativna – kroz perspektivu statistike primerak od oko 10 događaja izumiranja je premalen da bi bio značajan znak za bilo kakav trend. Međutim prosečni pozadinski stepeni stope se oslanjaju na stotine primeraka kroz period dug 550 miliona godina, pa je očito da se treba objasniti smanjenje tih stepena.
Oba fenomena se mogu objasniti na više od jednog načina:
- Razumno potpuni fosili su jako retki, a većina izumrlih organizama je predstavljeno samo kroz nekoliko delimičnih fosila, a potpuni fosili su najređi među najstarijim kamenjem. Dakle neki paleontolozi su krivo stavili neke delove organizama u drugačiji rod koji su često definisani samo da objasne te pronalaske. Takav rizik je veći za starije fosile, jer su netipični delovi za bilo kakav živi organizam.

R.E. Martin smatra da su okeani postali gostoprimljiviji za život u zadnjih 500 miliona godina i manje osetljivi na masovna izumiranja: rastvoreni kiseonik se proširio, te je penetrirao velike dubine; razvoj života na kopnu smanjio je hranjive materije i rizik povećanja hemijskih materija i iscrpljivanja kiseonika. Isto tako, morski ekosistem je postao više raznolik tako da su prehrambeni lanci postali stabilni i teže se mogu narušiti.

## Uzroci
Naučnici imaju nekoliko teorija o uzrocima masovnih izumiranja. Maklaud je sažeo odnos između masovnih izumiranja i događaja koji se često spominju kao uzroci tih izumiranja, upotrebljavajući podatke iz Courtillot et al (1996), Hallam (1992) i Grieve et al (1996):
- Bujica bazalta: 11 nalazišta, sva su povezana sa značajnim izumiranjem, mada je Vignal je zaključio da se samo 5 od velikih izumiranja podudara sa erupcijom bazalta, te da su glavne faze počele pre erupcija[20].
- Pad vodenih nivoa: 12, od kojih je 7 povezano sa značajnim izumiranjem.
- Pad asteroida koji su stvorili kratere veće od 100 km: 1, povezan sa izumiranjem.
- Pad asteroida koji su stvorili kratere manje od 100 km: preko 50, velika većina nije povezana sa velikim izumiranjima.

### Bujica bazalta
Stvaranje velikih količina magmatskih stena od bujice bazalta moglo je:
- stvoriti prašinu i male čestice koje su zaustavile fotosintezu te tako prouzrokovale kolaps prehrambenog lanca.
- izbaciti okside sumpora koji su stvorili kisele kiše i otrovali mnoge organizme.
- izbaciti ugljen-dioksid koji je izazvao globalno zagrevanje koje je uzrokovalo smrt velikog broja organizama.

Razni naučnici su izneli svoje mišljenje da su masovne erupcije vulkana mogle uzrokovati i pridoneti tim izumiranjima pred kraj krede, perma, trijasa i jure.

### Globalno zahlađenje ili otopljenje
Globalno zahlađenje moglo je dovesti do izumiranja mnogih vrsta u polarnim i umerenim područjima, te prisiliti druge da počnu migraciju prema ekvatoru, ali i smanjiti tropska područja. Voda bi se zarobila na polovima te bi tako klima postala sušna. Kraj ordovicija, trijasa i devona je povezan sa takvom vrstom izumiranja. Sa druge strane, globalno otopljenje bi imalo suprotan učinak: dovelo bi do izumiranja mnogih vrsta usled prevelikih temperatura i klima bi postala vlažnija. To se dogodilo pri prelazu palocena u eocen te trijasa u juru, tokom kojih je izumrlo 20% svih morskih vrsta.
Englesko Kraljevsko društvo smatra da bi trenutno globalno otopljenje moglo uzrokovati masovno izumiranje živih vrsta.

### Pad asteroida
Pad većeg asteroida ili komete mogao je da uzrokuje katastrofalne štete na Zemlji koje bi dovele do kolapsa lanca ishrane na kopnu i u moru zbog izbacivanja prašine i čestica u atmosferu. Kisele kiše bi otrovale mnoge organizme dok bi prestanak fotosinteze doveo do izumiranja biljaka. Pad je mogao da uzrokuje i ogromne cunamije ili požare prašuma. Jedino se izumiranje dinosaura i drugih organizama pri prelazu krede u tercijar smatra posledicom takvog pada (Krater Čiksulub).

### Anoksikacija mora
Nedostatak kiseonika u gornjim ili srednjim slojevima okeana mogao je da uzrokuje masovno izumiranje morskih vrsta. Posledice tog procesa su komplikovane i kontroverzne, ali su povezane sa globalnim zagrevanjem zbog masovne vulkanske aktivnosti. Izumiranja pri prelazu perma u trijas i trijasa u juru mogla su biti posledica takvog procesa.

### Pomicanje kontinenata
Pomicanje kontinenta moglo je doprineti izumiranju na nekoliko načina: podsticanjem stvaranja ili završavanja ledenog doba; promenom okeana i smera vetra koji bi promenili klimu; otvaranjem morskih pravaca koji bi razotkrili ranije izolovane vrste; stvaranjem novog super-kontinenta koji bi smanjio područje epikontinentalnog pojasa i povećao suva pustinjska područja u unutrašnjosti. Naučnici smatraju da je stvaranje Pangeje doprinelo masovnom izumiranju pred kraj perma.

### Zračenje
Obližnja erupcija gama zraka (udaljenosti manje od 6.000 svetlosnih godina) mogla je uzrokovati ozračenje površine Zemlje dovoljno jako da ubije neke organizme i uništi ozonski omotač. Prema statističkim podacima, otprilike 1 erupcija gama zraka se mogla dogoditi u blizini naše planete u proteklih 540 miliona godina.
Astrofizičar Brajan Tomas, sa univerziteta Vošbern u Kansasu, pretpostavlja da je erupcija gama zraka odgovorna za izumiranje pri kraju ordovicija pre 488 miliona godina, kada je oslabljen ozonski omotač, prouzrokovana kisela kiša i pokrenuto globalno zahlađenje. Prema njemu, trenutno je WR104, masovna zvezda u sazvežđu Strelac, potencijalni kandidat za izbacivanje gama zraka, ali je na sreću udaljena preko 8.000 svetlosnih godina od Zemlje.
Predlog da je supernova uzrokovala masovno izumiranje bi trebao biti potkrepljen astronomskim dokazima. Profesor astronomije Brajan Filds zauzima teoriju da se otkriće retkih radioaktivnih izotopa gvožđa-60 u dubokim morskim sedimentima može jedino objasniti ostacima eksplozije zvezde udaljene oko 100 svetlosnih godina od pre 5 miliona godina, koja je pokrenula manje izumiranje.

### Hipoteza o klatratskoj pušci
Klatrati su komponente u kojima mreža jedne materije stvori kavez oko druge. Metanovi klatrati (u kojima su molekuli vode kavez) formiraju se na kontinentalnim reljefima. Ovi klatrati su skloni brzom razbijanju i izbacivanju metana ako temperatura naglo poraste ili ako se pritisak oko njih naglo smanji - na primer, kao reakcija na iznenadno globalno otopljavanje ili iznenadni pad nivoa mora. Metan je puno snažniji gas u podsticanju efekta staklene bašte od ugljen-dioksida, tako da bi erupcija metana mogla uzrokovati nekontrolirano otopljavanje planete. Najverovatniji potpis takve erupcije bio bi iznenadan pad odnosa ugljenika 13 prema ugljeniku 12 u sedimentima, pošto su metanovi klatrati siromašni u ugljeniku 13.

### Ispuštanje vodonik sulfida iz mora
Kump, Pavlov and Artur (2005) su predložili da je tokom permsko-trijaskog izumiranja zagrevanje isto tako poremetilo okeanski balans između fotosinteznog planktona i dubinskih sulfat-redukujućih bakterija, uzrokujući masivne emisije vodonik sulfida koji je otrovao životne forme na kopnu i moru i ozbiljno oslabio ozonski sloj, izlažući najveći deo preostalih živih bića fatalnim nivoima UV radijacije.

## Evolucijski značaj
Masovna izumiranja su u nekoliko intervala ubrzala evoluciju života na Zemlji. Kada dominacija neke ekološke udubine pređe sa jedne grupe organizama na drugu, to se retko događa zbog toga jer je nova grupe „superiornija” od starije. U većini slučajeva, izumiranje eliminiše jednu grupu organizama i stvori prostor za novu.
Na primer, Mammaliaformes („gotovo sisari”) i sisari živjeli su tokom vladavine dinosaurusa, ali se nisu mogli naticati s njima. Njihovo izumiranje pred kraj krede izbrisalo je dinosauruse i omogućilo sisarima širenje na njihovu teritoriju.
S druge strane, mnoge grupe koje prežive masovna izumiranja se nikada ne oporave u pogledu brojnosti ili raznolikosti, a mnoge od njih ulaze u dugi period stagniranja, koji neki zovu periodom „hodajuće mrtve kladistike”.

## Spoljašnje veze
- „Izračunavanje posledica udara meteora”. Архивирано из оригинала 05. 05. 2010. г. Приступљено 19. 01. 2018.
- Trenutno masovno izumiranje
- „Američki muzej prirodne istorije: službena izjava o trenutnom masovnom izumiranju”. Архивирано из оригинала 7. 6. 2007. г.
- Teorija izumiranja o međuzvezdanom oblaku prašine
- „Sajt o izumiranju”. Архивирано из оригинала 13. 10. 2011. г.